# NGC 4605
NGC 4605 (również PGC 42408 lub UGC 7831) – galaktyka spiralna z poprzeczką (SBc/P), znajdująca się w gwiazdozbiorze Wielkiej Niedźwiedzicy. Odkrył ją William Herschel 19 marca 1790 roku. Należy do grupy galaktyk M81 i znajduje się w odległości około 18 milionów lat świetlnych od Ziemi.